# Erazem in potepuh
Erazem in potepuh är en slovensk tv-serie för ungdomar skapad av RTV Ljubljana, baserad på boken Rasmus på luffen av den svenska författaren Astrid Lindgren. 
Serien regisserades av Staš Potočnik. 